# Gare de La Pomme
La gare de La Pomme est une gare ferroviaire française de la ligne de Marseille-Saint-Charles à Vintimille (frontière), située sur le territoire de la ville de Marseille, au cœur du quartier de La Pomme, à l'est de la ville, dans le 11e arrondissement, dans le département des Bouches-du-Rhône, en région Provence-Alpes-Côte d'Azur.
Elle est mise en service en 1858 par la Compagnie des chemins de fer de Paris à Lyon et à la Méditerranée (PLM). C'est une halte ferroviaire de la Société nationale des chemins de fer français (SNCF) desservie par des trains régionaux du réseau TER Provence-Alpes-Côte d'Azur.
Après une fermeture d'un an, la gare rouvre le 14 décembre 2014 sous une forme nouvelle sans bâtiment voyageurs, détruit pour faire place à une 3e voie.

## Situation ferroviaire
Établie à 45 mètres d'altitude, la gare de La Pomme est située au point kilométrique (PK) 6,237 de la ligne de Marseille-Saint-Charles à Vintimille (frontière), entre les gares de Marseille-Blancarde et de Saint-Marcel.

## Histoire

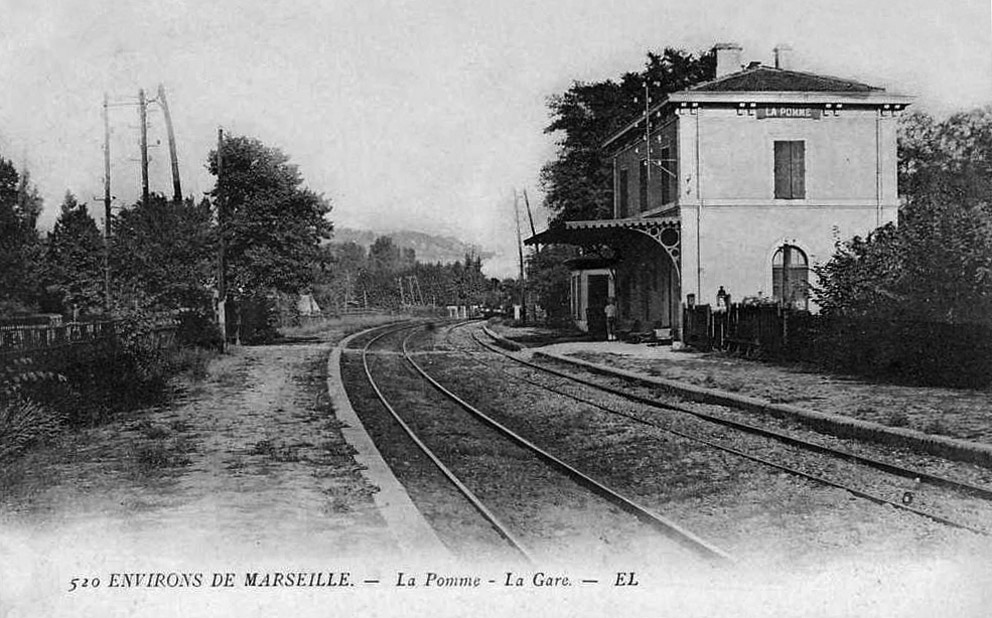
L'intérieur de la gare vers 1900.

La gare de La Pomme est inscrite dans le projet définitif de la ligne de Marseille à Toulon concédée à la Compagnie des chemins de fer de Paris à Lyon et à la Méditerranée (PLM). Dans son rapport du 25 juillet 1857, l'ingénieur en chef du contrôle des travaux Guillaume indique qu'elle sera encadrée par les gares, ou stations, de Marseille et Saint-Marcel. La gare est mise en service le 25 octobre 1858, lors de l'ouverture de la section de Marseille à Aubagne. Elle est située à côté du village de La Pomme, qui compte alors plusieurs milliers d'habitants, en bordure de l'Huveaune.
Dans la nomenclature 1911 des gares, stations et haltes de la Compagnie, c'est une station ouverte au service complet de la grande vitesse « à l'exclusion des voitures, chevaux et bestiaux », et seulement « à certaines périodes affichées dans la station ».

### Nom
Comme sa voisine Saint-Marcel, la gare de la Pomme, bien que située sur le territoire de la commune de Marseille, ne comporte pas le nom de Marseille dans son appellation officielle : de toutes les gares de voyageurs en activité à Marseille, seules Marseille-Saint-Charles et Marseille-Blancarde portent officiellement le nom de Marseille.

### Création d'une3evoie
Dans les années 2000, la gare de la Pomme, qui est affectée au trafic local (TER), voit aussi passer un important trafic « grandes lignes » (TGV Paris - Nice, Intercités Bordeaux - Nice et Strasbourg - Côte d'Azur). La cohabitation des deux types de trafic limite fortement le développement de la desserte locale. Pour permettre l'amélioration de cette desserte, la région a programmé, avec RFF, la création d'une 3e voie entre Marseille et Aubagne, nécessitant d'importants travaux dont les premières phases commencent en 2009.
Ce projet a des incidences importantes sur la gare de La Pomme, puisqu'il impose une restructuration des infrastructures de la gare, notamment le nombre de quais, le nombre d'accès, le passage des voies par les voyageurs et la destruction du bâtiment voyageurs pour dégager la place à la création de cette voie supplémentaire.
Ce projet suscite débats et réactions car nécessite la fermeture de la gare pour une durée de deux ans. La fermeture a finalement lieu le 15 décembre 2013 pour une seule année, jusqu'au 14 décembre 2014.

Un TGV voie 2
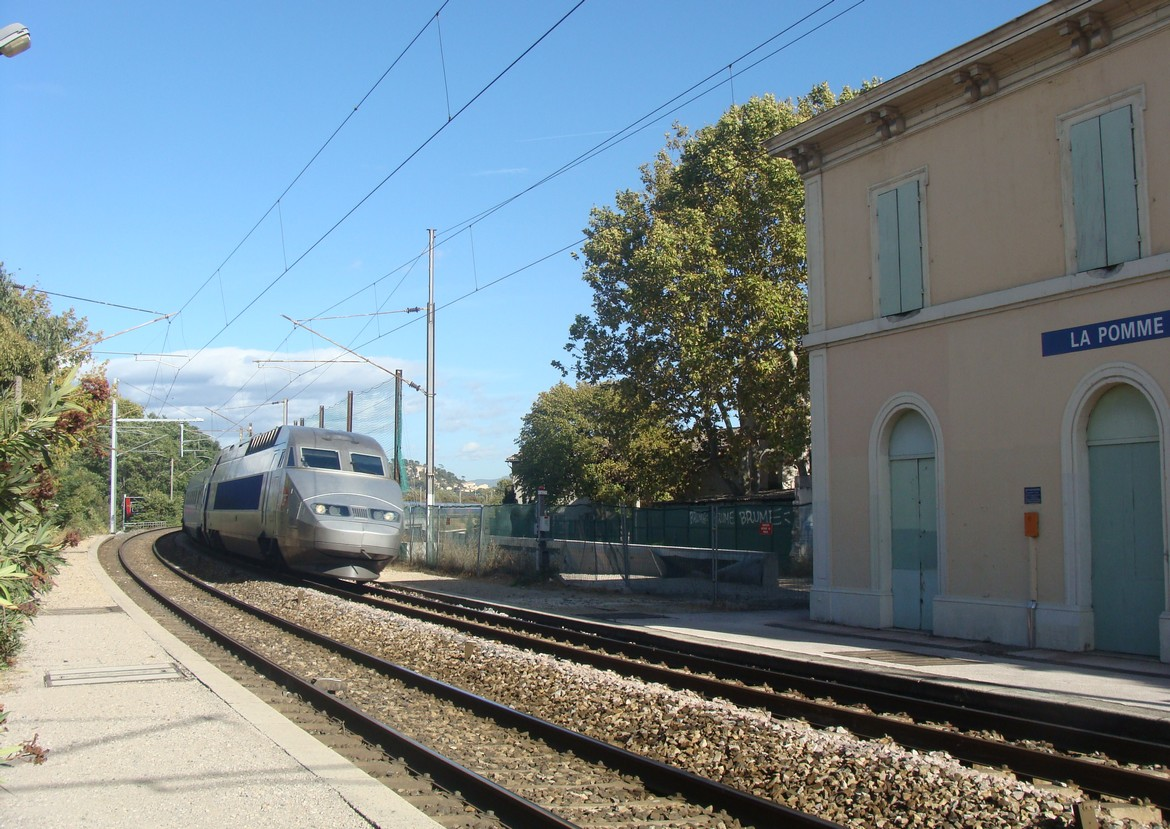
...avant les travaux
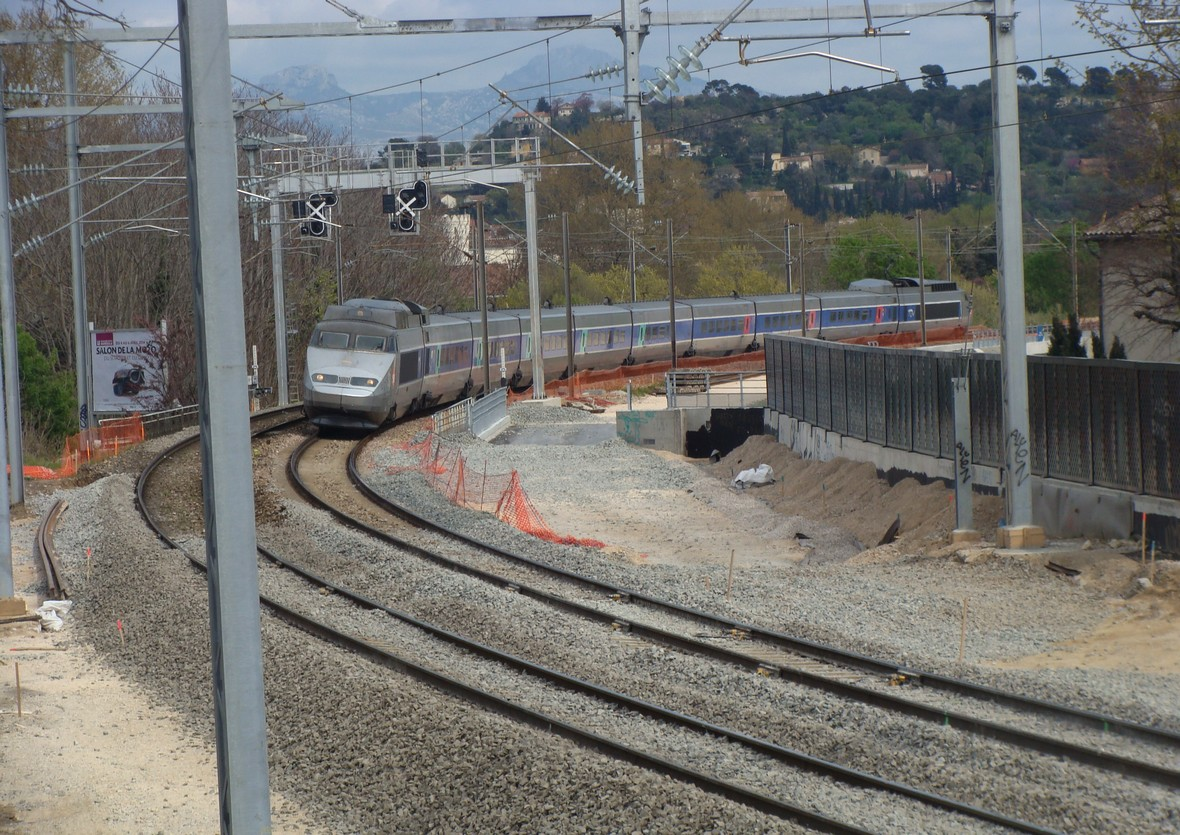
...pendant les travaux
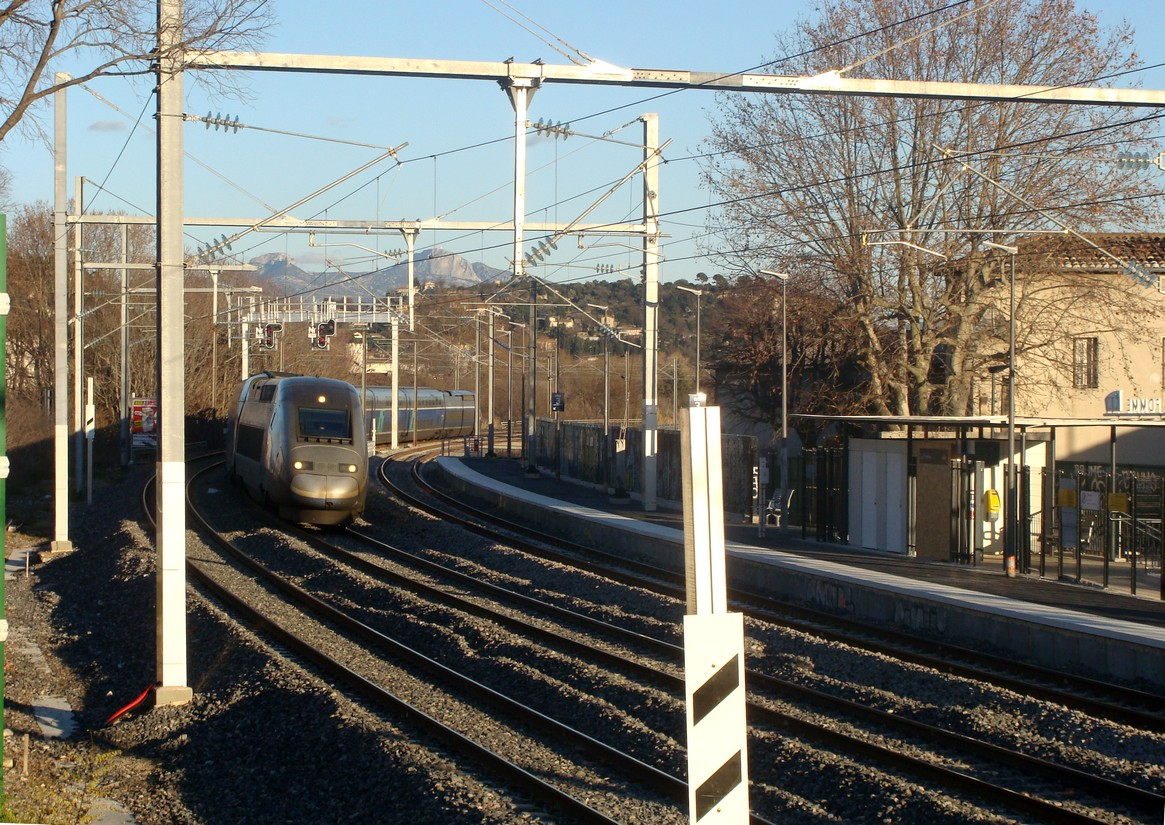
...après les travaux

## Fréquentation
De 2015 à 2023, selon les estimations de la SNCF, la fréquentation annuelle de la gare s'élève aux nombres indiqués dans le tableau ci-dessous.
| Année     | 2015  | 2016  | 2017  | 2018  | 2019  | 2020  | 2021   | 2022   | 2023  |
| --------- | ----- | ----- | ----- | ----- | ----- | ----- | ------ | ------ | ----- |
| Voyageurs | 4 165 | 5 644 | 7 603 | 5 903 | 8 213 | 8 093 | 16 168 | 14 500 | 9 861 |

## Service des voyageurs

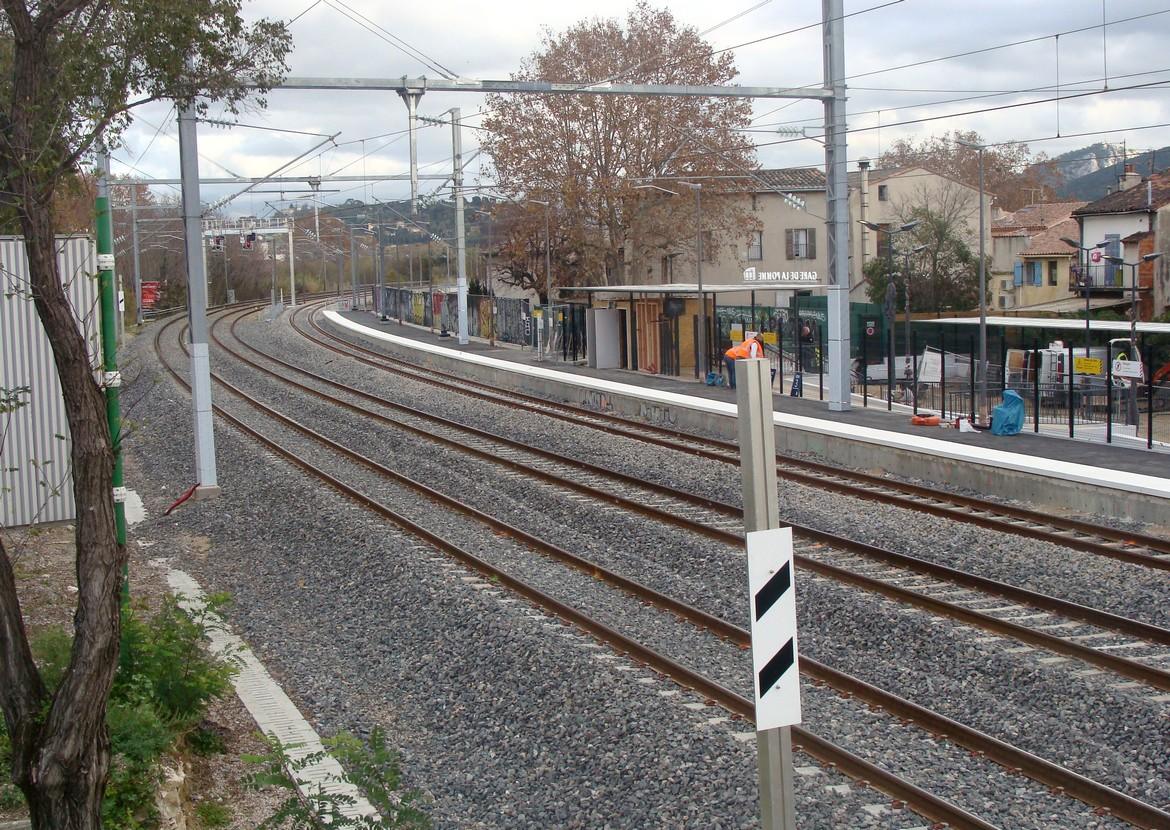
La nouvelle halte en 2014.

### Accueil
Halte SNCF, c'est un point d'arrêt non géré (PANG) à entrée libre. Elle ne dispose néanmoins pas d'un automate pour l'achat de titres de transport. Cette halte comprend un quai unique desservant une seule voie au sud pour les deux sens de circulation.

### Desserte
La Pomme est desservie chaque jour par des trains TER PACA assurant la liaison entre Marseille-Saint-Charles et Aubagne.

### Intermodalité
Elle est desservie par le réseau des bus de Marseille (lignes : 12, 12B, 12S, 17, 40, 91 et 540) et est située à proximité du Pôle d'Echanges des Caillols avec la Ligne 1 du Tramway et la ligne départementale 240. Un parking avec une zone de dépose est prévu sur le site à la place du bâtiment voyageur détruit.

## Modélisme ferroviaire
La gare de La Pomme (sous sa forme précédant les travaux de transformation en halte) est reproduite sur une maquette, de la ligne Marseille-Nice, présentée par le Musée Pierre-Semard de l'« association régionale des cheminots amis du rail », à l'étage de la gare de Carnoules.

### Iconographie
- Photographe inconnu, La Pomme - La Gare, Carte postale no 6, I.P., avant 1919.